# Fussball Club Rapperswil-Jona 2017-2018
Questa voce raccoglie le informazioni riguardanti il Fussball Club Rapperswil-Jona nelle competizioni ufficiali della stagione 2017-2018.

## Stagione
Nella stagione 2017-2018 il Rapperswil, allenato da Urs Meier, concluse il campionato di Challenge League al 5º posto. In Coppa Svizzera il Rapperswil fu eliminato agli ottavi di finale dal Basilea.

## Rosa
| N. |                                 | Ruolo | Calciatore          |
| -- | ------------------------------- | ----- | ------------------- |
| 1  | Svizzera (bandiera)             | P     | Novem Baumann       |
| 2  | Albania (bandiera)              | D     | Denis Simani        |
| 3  | Svizzera (bandiera)             | D     | Simon Rohrbach      |
| 4  | Haiti (bandiera)                | D     | Kim Jaggy           |
| 5  | Svizzera (bandiera)             | C     | Manuel Kubli        |
| 6  | Svizzera (bandiera)             | D     | Jonas Elmer         |
| 7  | Portogallo (bandiera)           | C     | Carlos da Silva     |
| 8  | Svizzera (bandiera)             | D     | Roman Güntensperger |
| 9  | Macedonia del Nord (bandiera)   | A     | Egzon Shabani       |
| 10 | Bosnia ed Erzegovina (bandiera) | A     | Aldin Turkeš        |
| 11 | Liechtenstein (bandiera)        | A     | Dennis Salanović    |
| 12 | Svizzera (bandiera)             | D     | Francesco Amendola  |
| 13 | Svizzera (bandiera)             | D     | Egzon Kllokoqi      |

| N. |                               | Ruolo | Calciatore       |
| -- | ----------------------------- | ----- | ---------------- |
| 16 | Brasile (bandiera)            | A     | Gabriel Falciano |
| 18 | Svizzera (bandiera)           | A     | Célien Wicht     |
| 19 | Svizzera (bandiera)           | C     | Valon Fazliu     |
| 20 | Svizzera (bandiera)           | C     | Mike Kleiber     |
| 21 | Svizzera (bandiera)           | C     | Julio Teixeira   |
| 22 | Svizzera (bandiera)           | D     | Berkay Sülüngöz  |
| 24 | Portogallo (bandiera)         | D     | Pedro Pacheco    |
| 26 | Svizzera (bandiera)           | P     | Diego Yanz       |
| 27 | Serbia (bandiera)             | A     | Ilir Zenuni      |
| 28 | Tunisia (bandiera)            | C     | Stéphane Nater   |
| 29 | Macedonia del Nord (bandiera) | A     | Orhan Mustafi    |
| 30 | Svizzera (bandiera)           | P     | Tomislav Vranjes |

## Organigramma societario
Area tecnica
- Allenatore: Urs Meier
- Allenatore in seconda: Daniel Hasler
- Preparatore dei portieri:
- Preparatori atletici:

## Calciomercato

### Sessione estiva
| Acquisti | Acquisti         | Acquisti        | Acquisti |
| R.       | Nome             | da              | Modalità |
| -------- | ---------------- | --------------- | -------- |
| C        | Valon Fazliu     | Grasshoppers    |          |
| A        | Gabriel Falciano | San Paolo       |          |
| C        | Stéphane Nater   | Étoile du Sahel |          |
| P        | Novem Baumann    | Zurigo          |          |
| C        | Yannick Helbling | Grasshoppers II |          |
| C        | Mike Kleiber     | Zurigo          |          |
| A        | Orhan Mustafi    | Kitchee         |          |
| D        | Berkay Sülüngöz  | Basilea II      |          |
| D        | Colin Trachsel   | Thun            |          |
| A        | Célien Wicht     | Grasshoppers II |          |

| Cessioni | Cessioni       | Cessioni        | Cessioni |
| R.       | Nome           | a               | Modalità |
| -------- | -------------- | --------------- | -------- |
| D        | Colin Trachsel | Thun            |          |
| P        | João Ngongo    | Grasshoppers    |          |
| D        | Taulant Junuzi | Tuggen          |          |
| C        | Dardan Morina  | Tuggen          |          |
| C        | Edison Syla    | Grasshoppers II |          |

### Sessione invernale
| Acquisti | Acquisti      | Acquisti | Acquisti |
| R.       | Nome          | da       | Modalità |
| -------- | ------------- | -------- | -------- |
| D        | Pedro Pacheco | Basilea  |          |
| A        | Ilir Zenuni   | Aarau    |          |
| A        | Aldin Turkeš  | Vaduz    |          |

| Cessioni | Cessioni         | Cessioni    | Cessioni |
| R.       | Nome             | a           | Modalità |
| -------- | ---------------- | ----------- | -------- |
| C        | Enis Ramadani    | Kriens      |          |
| C        | Yannick Helbling | Sciaffusa   |          |
| D        | Pecci            | St Joseph's |          |
| A        | Mychell Chagas   | Servette    |          |
| C        | Dominik Schwizer | Thun        |          |

## Risultati

### Challenge League

#### Prima fase, girone di andata
| Arbitro: | Dudic |

|                                                        |           |  |
| Rhyner 4’ Castroman 18’, 57’ Mikari 31’, 41’ Barry 79’ | Marcatori |  |

| Arbitro: | Schärli |

|                                  |           |              |
| Chagas 17’, 78’ (rig.) Kubli 29’ | Marcatori | 45’ Gazzetta |

| Arbitro: | Superczynski |

|  |           |              |
|  | Marcatori | 64’ Sauthier |

| Arbitro: | Horisberger |

|              |           |  |
| Farrugia 66’ | Marcatori |  |

| Arbitro: | Dudic |

|                                     |           |                      |
| Schwizer 42’ Kubli 76’ Teixeira 87’ | Marcatori | 29’ Tadić 62’ Gudelj |

| Arbitro: | Horisberger |

|                      |           |  |
| Karlen 1’ Tréand 22’ | Marcatori |  |

| Arbitro: | Superczynski |

|                      |           |                                |
| Puljić 35’ Dević 47’ | Marcatori | 41’ Schwizer 54’ (rig.) Chagas |

| Jona 20 settembre 2017, ore 20:00 CEST 8ª giornata | Rapperswil-Jona | 0 – 0 referto | Wil | Stadio Grünfeld (1 548 spett.)\| Arbitro: \| Fähndrich \| |
| Arbitro:                                           | Fähndrich       |               |     |                                                           |

| Aarau 23 settembre 2017, ore 19:00 CEST 9ª giornata | Aarau        | 0 – 0 referto | Rapperswil-Jona | Stadion Brügglifeld (2 610 spett.)\| Arbitro: \| Superczynski \| |
| Arbitro:                                            | Superczynski |               |                 |                                                                  |

#### Prima fase, girone di ritorno
| Arbitro: | Jancevski |

|                                            |           |  |
| Jaggy 16’ Shabani 37’ Chagas 63’, 74’, 77’ | Marcatori |  |

| Arbitro: | Ovcharov |

|  |           |             |
|  | Marcatori | 35’ Shabani |

| Arbitro: | Superczynski |

|                               |           |            |
| Stevanović 19’ Stevanović 42’ | Marcatori | 85’ Chagas |

| Arbitro: | Jancevski |

|           |           |         |
| Nater 90’ | Marcatori | 4’ Said |

| Arbitro: | Schärli |

|                |           |                        |
| Kuzmanovic 74’ | Marcatori | 17’ Fazliu 61’ Shabani |

| Arbitro: | Superczynski |

|                        |           |                                |
| Chagas 29’, 75’ (rig.) | Marcatori | 65’ (rig.), 90’ (rig.) Nuzzolo |

| Arbitro: | Marri |

|                        |           |  |
| Fazliu 22’ Shabani 84’ | Marcatori |  |

| Arbitro: | Erlachner |

|                       |           |  |
| Cortelezzi 70’ (rig.) | Marcatori |  |

| Arbitro: | Schärli |

|                            |           |  |
| Fazliu 8’ Elmer 90’ (rig.) | Marcatori |  |

#### Seconda fase, girone di andata
| Arbitro: | Erlachner |

|          |           |           |
| Katz 51’ | Marcatori | 66’ Silva |

| Arbitro: | Jancevski |

|                  |           |                       |
| Elmer 83’ (rig.) | Marcatori | 27’ Mathys 47’ Konrad |

| Arbitro: | Horisberger |

|                             |           |               |
| Turkeš 20’, 53’ Shabani 43’ | Marcatori | 59’ Castroman |

| Arbitro: | Gut |

|          |           |                           |
| Tadić 6’ | Marcatori | 2’ Salanović 83’ Sülüngöz |

| Arbitro: | Wolfensberger |

|            |           |                 |
| Turkeš 44’ | Marcatori | 40’ Schällibaum |

| Arbitro: | Piccolo |

|  |           |             |
|  | Marcatori | 41’ Shabani |

| Arbitro: | Jancevski |

|                                  |           |                      |
| Turkeš 25’ Simani 64’ Fazliu 82’ | Marcatori | 48’ (rig.) Josipovic |

| Arbitro: | Piccolo |

|                    |           |  |
| Nuzzolo 73’ (rig.) | Marcatori |  |

| Arbitro: | Dudic |

|                         |           |  |
| Turkeš 5’ Salanović 45’ | Marcatori |  |

#### Seconda fase, girone di ritorno
| Arbitro: | Staubli |

|                                   |           |            |
| Shabani 25’ Turkeš 61’ Fazliu 81’ | Marcatori | 26’ Radice |

| Arbitro: | Gut |

|                                          |           |  |
| Muntwiler 45’, 48’ Dević 60’ (rig.), 62’ | Marcatori |  |

| Arbitro: | Dudic |

|                       |           |                                               |
| Çiçek 15’, 63’ (rig.) | Marcatori | 47’ (rig.) Shabani 54’, 84’ Simani 57’ Fazliu |

| Arbitro: | Hänni |

|                             |           |                       |
| Turkeš 10’ Elmer 60’ (rig.) | Marcatori | 69’ Seferi 87’ Seferi |

| Arbitro: | Tschudi |

|                     |           |  |
| Cortelezzi 15’, 54’ | Marcatori |  |

| Arbitro: | Jaccottet |

|                             |           |                                     |
| Elmer 77’ (rig.) Zenuni 90’ | Marcatori | 31’ Frontino 45’ Hammerich 90’ Cani |

| Arbitro: | Schärli |

|  |           |           |
|  | Marcatori | 81’ Wicht |

| Arbitro: | Hänni |

|  |           |            |
|  | Marcatori | 47’ Veloso |

| Arbitro: | Cibelli |

|  |           |                                         |
|  | Marcatori | 6’ Turkeš 40’ (aut.) Cardoso 75’ Fazliu |

### Coppa Svizzera
| Arbitro: | Wolfensberger |

|                                   |           |                                        |
| Arifagic 5’ Misini 12’ Soares 71’ | Marcatori | 26’, 52’ Simani 59’ Chagas 63’ Mustafi |

| Arbitro: | Schärli |

|             |           |                           |
| Bushati 53’ | Marcatori | 26’, 40’ Kubli 90’ Chagas |

| Arbitro: | Schärer |

|            |           |                        |
| Chagas 32’ | Marcatori | 35’ Akanji 59’ Oberlin |

## Statistiche

### Statistiche di squadra
| Competizione     | Punti | In casa | In casa | In casa | In casa | In casa | In casa | In trasferta | In trasferta | In trasferta | In trasferta | In trasferta | In trasferta | Totale | Totale | Totale | Totale | Totale | Totale | DR  |
| Competizione     | Punti | G       | V       | N       | P       | Gf      | Gs      | G            | V            | N            | P            | Gf           | Gs           | G      | V      | N      | P      | Gf     | Gs     | DR  |
| ---------------- | ----- | ------- | ------- | ------- | ------- | ------- | ------- | ------------ | ------------ | ------------ | ------------ | ------------ | ------------ | ------ | ------ | ------ | ------ | ------ | ------ | --- |
| Challenge League | 56    | 18      | 9       | 5       | 4       | 35      | 19      | 18           | 7            | 3            | 8            | 18           | 26           | 36     | 16     | 8      | 12     | 53     | 45     | +8  |
| Coppa Svizzera   | -     | 1       | 0       | 0       | 1       | 1       | 2       | 2            | 2            | 0            | 0            | 7            | 4            | 3      | 2      | 0      | 1      | 8      | 6      | +2  |
| Totale           | 56    | 19      | 9       | 5       | 5       | 36      | 21      | 20           | 9            | 3            | 8            | 25           | 30           | 39     | 18     | 8      | 13     | 61     | 51     | +10 |

### Andamento in campionato
| Giornata  | 1 | 2 | 3 | 4 | 5 | 6 | 7 | 8 | 9 | 10 | 11 | 12 | 13 | 14 | 15 | 16 | 17 | 18 | 19 | 20 | 21 | 22 | 23 | 24 | 25 | 26 | 27 | 28 | 29 | 30 | 31 | 32 | 33 | 34 | 35 | 36 |
| --------- | - | - | - | - | - | - | - | - | - | -- | -- | -- | -- | -- | -- | -- | -- | -- | -- | -- | -- | -- | -- | -- | -- | -- | -- | -- | -- | -- | -- | -- | -- | -- | -- | -- |
| Luogo     | T | C | C | T | C | T | T | C | T | C  | T  | T  | C  | T  | C  | C  | T  | C  | T  | C  | C  | T  | C  | T  | C  | T  | C  | C  | T  | T  | C  | T  | C  | T  | C  | T  |
| Risultato | P | V | P | P | V | P | N | N | N | V  | V  | P  | N  | V  | N  | V  | P  | V  | N  | P  | V  | V  | N  | V  | V  | P  | V  | V  | P  | V  | N  | P  | P  | V  | P  | V  |
| Posizione | 9 | 5 | 7 | 7 | 5 | 5 | 5 | 6 | 6 | 5  | 4  | 4  | 4  | 4  | 5  | 4  | 4  | 4  | 4  | 5  | 5  | 4  | 5  | 4  | 3  | 5  | 5  | 5  | 5  | 5  | 5  | 5  | 5  | 5  | 5  | 5  |

Legenda:

Luogo: C = Casa; T = Trasferta. Risultato: V = Vittoria; N = Pareggio; P = Sconfitta.

### Statistiche dei giocatori
| Giocatore        | Challenge League | Challenge League | Challenge League | Challenge League | Coppa Svizzera | Coppa Svizzera | Coppa Svizzera | Coppa Svizzera | Totale   | Totale | Totale      | Totale     |
| Giocatore        | Presenze         | Reti             | Ammonizioni      | Espulsioni       | Presenze       | Reti           | Ammonizioni    | Espulsioni     | Presenze | Reti   | Ammonizioni | Espulsioni |
| ---------------- | ---------------- | ---------------- | ---------------- | ---------------- | -------------- | -------------- | -------------- | -------------- | -------- | ------ | ----------- | ---------- |
| F. Amendola      | 0                | 0                | 0                | 0                | 0              | 0              | 0              | 0              | 0        | 0      | 0           | 0          |
| N. Baumann       | 2                | 0                | 1                | 0                | 2              | 0              | 0              | 0              | 4        | 0      | 1           | 0          |
| M. Chagas        | 17               | 9                | 3                | 0                | 3              | 3              | 0              | 0              | 20       | 12     | 3           | 0          |
| J. Elmer         | 33               | 4                | 6                | 0                | 2              | 0              | 0              | 0              | 35       | 4      | 6           | 0          |
| G. Falciano      | 6                | 0                | 0                | 0                | 0              | 0              | 0              | 0              | 6        | 0      | 0           | 0          |
| V. Fazliu        | 23               | 7                | 7                | 0                | 0              | 0              | 0              | 0              | 23       | 7      | 7           | 0          |
| R. Güntensperger | 27               | 0                | 8                | 0                | 1              | 0              | 0              | 0              | 28       | 0      | 8           | 0          |
| Y. Helbling      | 2                | 0                | 1                | 0                | 1              | 0              | 1              | 0              | 3        | 0      | 2           | 0          |
| K. Jaggy         | 23               | 1                | 0                | 0                | 2              | 0              | 0              | 0              | 25       | 1      | 0           | 0          |
| M. Kleiber       | 18               | 0                | 3                | 1                | 1              | 0              | 0              | 0              | 19       | 0      | 3           | 1          |
| E. Kllokoqi      | 14               | 0                | 1                | 0                | 1              | 0              | 0              | 0              | 15       | 0      | 1           | 0          |
| M. Kubli         | 16               | 2                | 3                | 0                | 2              | 2              | 0              | 0              | 18       | 4      | 3           | 0          |
| O. Mustafi       | 3                | 0                | 1                | 0                | 1              | 1              | 0              | 0              | 4        | 1      | 1           | 0          |
| S. Nater         | 22               | 1                | 1                | 0                | 1              | 0              | 0              | 0              | 23       | 1      | 1           | 0          |
| P. Pacheco       | 3                | 0                | 0                | 0                | 0              | 0              | 0              | 0              | 3        | 0      | 0           | 0          |
| P. Pecci         | 12               | 0                | 4                | 1                | 2              | 0              | 2              | 0              | 14       | 0      | 6           | 1          |
| E. Ramadani      | 3                | 0                | 0                | 0                | 1              | 0              | 0              | 0              | 4        | 0      | 0           | 0          |
| S. Rohrbach      | 31               | 0                | 8                | 0                | 2              | 0              | 0              | 0              | 33       | 0      | 8           | 0          |
| D. Salanović     | 30               | 2                | 3                | 0                | 2              | 0              | 0              | 0              | 32       | 2      | 3           | 0          |
| D. Schwizer      | 13               | 2                | 0                | 0                | 3              | 0              | 1              | 0              | 16       | 2      | 1           | 0          |
| E. Shabani       | 33               | 8                | 6                | 0                | 3              | 0              | 0              | 0              | 36       | 8      | 6           | 0          |
| C. Silva         | 18               | 1                | 0                | 0                | 1              | 0              | 0              | 0              | 19       | 1      | 0           | 0          |
| D. Simani        | 34               | 3                | 9                | 0                | 3              | 2              | 1              | 0              | 37       | 5      | 10          | 0          |
| B. Sülüngöz      | 25               | 1                | 4                | 0                | 2              | 0              | 1              | 0              | 27       | 1      | 5           | 0          |
| J. Teixeira      | 24               | 1                | 7                | 0                | 3              | 0              | 0              | 0              | 27       | 1      | 7           | 0          |
| C. Trachsel      | 1                | 0                | 0                | 0                | 1              | 0              | 1              | 0              | 2        | 0      | 1           | 0          |
| A. Turkeš        | 15               | 8                | 1                | 0                | 0              | 0              | 0              | 0              | 15       | 8      | 1           | 0          |
| T. Vranjes       | 0                | 0                | 0                | 0                | 0              | 0              | 0              | 0              | 0        | 0      | 0           | 0          |
| C. Wicht         | 14               | 1                | 1                | 0                | 1              | 0              | 0              | 0              | 15       | 1      | 1           | 0          |
| D. Yanz          | 34               | 0                | 3                | 0                | 1              | 0              | 0              | 0              | 35       | 0      | 3           | 0          |
| I. Zenuni        | 8                | 1                | 3                | 0                | 0              | 0              | 0              | 0              | 8        | 1      | 3           | 0          |